# Action socialiste et révolutionnaire
L'Action socialiste et révolutionnaire est un parti politique français, actif de décembre 1947 à 1957.
L'ASR est d'abord un courant du Parti socialiste SFIO, créé par Yves Dechezelles après sa démission du poste de secrétaire général adjoint en juin 1947. Participant au congrès national d'août 1947, il finit par décider de quitter la SFIO en décembre de cette même année. Il fut rapidement rejoint par les militants des jeunesses socialistes exclus du parti.
L'ASR participa à la création du Rassemblement démocratique révolutionnaire, mais ce fut une expérience éphémère.
Conscient des limites de son organisation, Dechezelles chercha à participer à tous les regroupements de la « nouvelle gauche » et l'ASR disparut en 1957, lorsqu'elle fusionna avec le Mouvement de libération du peuple pour créer l'Union de la gauche socialiste.